# Internationale französische Tennismeisterschaften 1931
Die 36. internationalen französischen Tennismeisterschaften 1931 waren ein Tennis-Sandplatzturnier der Klasse Grand Slam, das von der ILTF veranstaltet wurde. Es fand vom 25. bis 7. Juni 1931 in Roland Garros, Paris, Frankreich statt.

## Dameneinzel
Setzliste
| Nr. | Spielerin       | Erreichte Runde |
| --- | --------------- | --------------- |
| 01. | Cilly Aussem    | Sieg            |
| 02. | Simonne Mathieu | Viertelfinale   |
| 03. | Helen Jacobs    | Viertelfinale   |
| 04. | Lilí De Álvarez | Halbfinale      |

| Nr. | Spielerin        | Erreichte Runde |
| --- | ---------------- | --------------- |
| 05. | Elizabeth Ryan   | Viertelfinale   |
| 06. | Betty Nuthall    | Finale          |
| 07. | Hilde Krahwinkel | Halbfinale      |
| 08. | Joan Ridley      | Achtelfinale    |